# Eve Kiiler
Eve Kiiler, née à Tartu en 1960, est une photographe, conférencière, artiste visuelle et curatrice de nationalité estonienne.

## Biographie
En 1985, elle réalise une série de photographies intitulée The People of Kinhu Island (Les habitants de l'île de Kinhu). Les photographies traitent du mode de vie traditionnel et relativement isolé des habitants, et notamment des femmes, de cette île au large de l'Estonie. Quatre photographies de cette série appartiennent aux collections du Musée de la photographie contemporaine, à Chicago dans l'Illinois.
En 1986, elle obtient un diplôme en architecture d'intérieur et en design, de l'Institut estonien des arts.
Elle réalise entre 1992 et 1993 une série de collages intitulée Eesti Kodu (Maison estonienne), travaux dans lesquels elle questionne le rapport entre les espaces et la mémoire grâce à la juxtaposition de photographies de lieux, d'archives, de photographies de famille, et de notes. De cette manière elle invite à penser les liens cachés ou invisibles entre ces éléments disparates.
En 1996, Eve Kiiler devient membre de l'Union des Artistes Estoniens (et).
En 2003, elle obtient un master en études culturelles à Goldsmiths, University of London.
Depuis 2011, Eve Kiiler est conférencière à l’Institut des Arts de l’Université de Tallinn et depuis 2015 à l’Institut Baltique du Film, des Médias, des Arts et de la Communication.
En 2021, sa série de photographies Looking Trough the Windows est présentée en France au Festival Fictions Documentaires de Carcassonne. Les images sont prises depuis les fenêtres des transports publics de la ville de Tallinn.
Ses récents travaux continuent d'explorer la représentation de paysages urbains et de couches temporelles. A travers la série Everyone is at Home : Pärnu & Narva, exposée en 2023 et 2024, l'artiste choisit de ne pas montrer les lieux touristiques, mais les espaces du quotidien, en prenant les photographies de maisons individuelles, de leurs jardins, et des espaces intermédiaires. L'artiste aborde des lieux où l'on perçoit les traces des activités des habitants sur le temps long.

## Expositions personnelles
- Sandwiched Landscapes / Kihilised maastikud, Kiek in de Kök, Tallinn City Museum,1984
- The People of Kihnu Island / Kihnu inimesed, Kiek in de Kök, Tallinn City Museum,1985
- Looking Through the Windows, Festival Fictions Documentaires, CCI de l’Aude, Carcassonne, France, 2021
- Everyone is at Home / Igaüks on kodus, Vabaduse Gallery, Tallinn, 2023
- Everyone is at Home: Pärnu / Igaüks on kodus: Pärnu, Nova gallery, Tallinn University, Tallinn, 2024

## Prix et distinctions
- Prix annuel du fonds de dotation pour les arts visuels et appliqués de la capitale culturelle estonienne (en collaboration avec Peeter Linnap , organisation de la Biennale de Saaremaa History Factory), 1995
- Prix Kristjan Raua (avec Peeter Linnap, commissaire de la II Biennale de Saaremaa Invasion), 1998
- Prix de la 13e Triennale internationale graphique de Tallinn, 2004